# Зедерічу
Зедерічу (рум. Zădăriciu) — село у повіті Джурджу в Румунії. Входить до складу комуни Винеторій-Міч.
Село розташоване на відстані 41 км на захід від Бухареста, 70 км на північний захід від Джурджу, 141 км на схід від Крайови, 131 км на південь від Брашова.

## Населення
За даними перепису населення 2002 року у селі проживали 218 осіб, усі — румуни. Усі жителі села рідною мовою назвали румунську.